# Соколовский, Михаил Григорьевич
Михаи́л Григо́рьевич Соколо́вский (укр. Михайло Григорович Соколовський; 15 ноября 1951, Славянск, Сталинская область, Украинская ССР, СССР) — советский футболист, полузащитник, украинский тренер. Мастер спорта СССР.

## Биография
Выступал за клубы «Авангард» Краматорск, СКА Киев, СК Чернигов.
В 1973 году играл в первой лиге за «Металлург» Запорожье. Игра футболиста была настолько заметной, что по окончании сезона его засыпали приглашениями. Не решившись ехать в киевское «Динамо» к Валерию Лобановскому, Соколовский принял приглашение от донецкого «Шахтёра», за который в 1974—1987 годах провёл 400 матчей в чемпионате СССР, забил 87 голов. В советской футбольной истории «бригадир», как называли его болельщики «горняков» сыграл больше всех официальных матчей — 485 и, лишь только хорват Дарио Срна в недавнем прошлом сумел побить матчевые рекорды Соколовского (у хорвата 536). Его карьера в донецком клубе пришлась на самые удачные сезоны команды в советском футболе. Во время его выступлений за «Шахтёр», команда побеждала в Кубке Советского Союза и неоднократно становилась призёром чемпионата СССР, неоднократно выступая в розыгрышах еврокубков. 
В 1988 году играл во 2-й лиге за «Кристалл» (Херсон) в качестве играющего тренера. В эту команду Соколовский перешёл только потому, что её возглавил Павел Садырин, в котором он чувствовал «родственную душу». В Херсоне Соколовский многое приобрёл как тренер, что потом помогло ему в карьере.

Универсальный футболист, удачно сочетавший игру в центре поля с прекрасным чувством гола. Многолетний капитан команды, самый титулованный футболист «„Шахтёра“» в период советского футбола.— 

### Сборная СССР (молодёжная)
Провёл 10 матчей за молодёжную сборную СССР (1976—1977).

### Тренерская деятельность
С 1989 года — на тренерской работе. Сначала 2 года возглавлял клуб КФК «Антрацит» (Кировское), где помог раскрыться таланту Сергея Ателькина. В середине 1990 года перешёл на работу в польский клуб 1-й лиги «Сталь» (Сталёва-Воля), в который взял с собой двух игроков «Шахтёра» — защитника Валерия Гошкодерю и нападающего Владимира Юрченко. По итогам сезона клуб вышел в высшую лигу, а украинские легионеры были одними из лучших в лиге. Тем не менее летом 1991 года Соколовский вернулся домой, чтобы помочь жене с семейными вопросами.
В 2006—2007 годах работал помощником главного тренера запорожского «Металлурга».

## Достижения

### Командные
«Шахтёр» (Донецк)
- Серебряный призёр чемпионата СССР: 1975, 1979
- Бронзовый призёр чемпионата СССР: 1978
- Обладатель Кубка СССР: 1980, 1983
- Финалист Кубка СССР 1978, 1985, 1986
- Обладатель Суперкубка СССР: 1984
- 1/4 финала Кубок обладателей кубков: 1983/84

### Личные

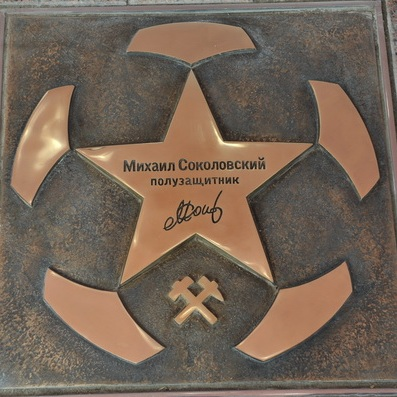
Звезда на Аллее Славы «Шахтёра»

- В списках 33 лучших футболистов СССР: № 2 (1983), № 3 (1982)
- Обладатель приза «Верность клубу» — 400 матчей в чемпионате СССР.
- Член клуба Олега Блохина: 105 забитых мячей[4].
- Член клуба Григория Федотова — 103 гола.
- Лучший бомбардир «Шахтёра» в чемпионатах СССР (87 голов).
- В Кубке СССР провёл 63 матча, забил 11 голов.
- В Кубке УЕФА провёл 18 матчей, забил 5 голов.
- Второй футболист в истории донецкого «Шахтера» по версии Всеукраинского футбольного портала «Football.ua»[5].
- Ордена «За заслуги» III степени (2011)[6]

## Статистика выступлений

### Клубная
| Клуб             | Сезон            | Чемпионат | Чемпионат | Кубок | Кубок | Еврокубки | Еврокубки | Суперкубок | Суперкубок | Всего | Всего |
| Клуб             | Сезон            | Игры      | Голы      | Игры  | Голы  | Игры      | Голы      | Игры       | Голы       | Игры  | Голы  |
| ---------------- | ---------------- | --------- | --------- | ----- | ----- | --------- | --------- | ---------- | ---------- | ----- | ----- |
| Авангард         | 1970             | 40        | 1         | -     | -     | -         | -         | -          | -          | 40    | 1     |
| СКА Киев         | 1971             | 9         | 1         | -     | -     | -         | -         | -          | -          | 9     | 1     |
| СК Чернигов      | 1972             | 35        | 11        | -     | -     | -         | -         | -          | -          | 35    | 11    |
| Металлург З      | 1973             | 38        | 5         | -     | -     | -         | -         | -          | -          | 38    | 5     |
| Шахтёр           | 1974             | 27        | 5         | 7     | 0     | -         | -         | -          | -          | 34    | 5     |
| Шахтёр           | 1975             | 29        | 11        | 1     | 0     | -         | -         | -          | -          | 30    | 11    |
| Шахтёр           | 1976 (в)         | 14        | 1         | 4     | 0     | -         | -         | -          | -          | 18    | 1     |
| Шахтёр           | 1976 (о)         | 15        | 1         | -     | -     | 6         | 1         | -          | -          | 21    | 2     |
| Шахтёр           | 1977             | 29        | 5         | 2     | 0     | -         | -         | -          | -          | 31    | 5     |
| Шахтёр           | 1978             | 29        | 5         | 9     | 2     | 2         | 0         | -          | -          | 40    | 7     |
| Шахтёр           | 1979             | 32        | 4         | 5     | 0     | 2         | 2         | -          | -          | 39    | 6     |
| Шахтёр           | 1980             | 33        | 6         | 8     | 2     | 2         | 0         | -          | -          | 43    | 8     |
| Шахтёр           | 1981             | 32        | 6         | 4     | 1     | -         | -         | 1          | 0          | 37    | 7     |
| Шахтёр           | 1982             | 26        | 12        | 5     | 0     | -         | -         | -          | -          | 31    | 12    |
| Шахтёр           | 1983             | 34        | 15        | 5     | 2     | 4         | 1         | -          | -          | 43    | 18    |
| Шахтёр           | 1984             | 34        | 7         | 4     | 0     | 2         | 1         | 2          | 1          | 42    | 9     |
| Шахтёр           | 1985             | 30        | 6         | 5     | 3     | -         | -         | -          | -          | 35    | 9     |
| Шахтёр           | 1986             | 27        | 3         | 4     | 1     | -         | -         | 1          | 1          | 32    | 5     |
| Шахтёр           | 1987             | 9         | 0         | -     | -     | -         | -         | -          | -          | 9     | 0     |
| Кристалл         | 1988             | 45        | 3         | -     | -     | -         | -         | -          | -          | 45    | 3     |
| Всего за Шахтёр  | Всего за Шахтёр  | 400       | 87        | 63    | 11    | 18        | 5         | 4          | 2          | 485   | 105   |
| Всего за карьеру | Всего за карьеру | 567       | 108       | 63    | 11    | 18        | 5         | 4          | 2          | 652   | 126   |

## Семья
Женат. Сын — Денис — также профессиональный футболист. Есть дочь.